# Johann Friedrich Ladomus
Johann Jacob Friedrich Ladomus (* 1. November 1783 in Bretten; † 3. Dezember 1854 in Karlsruhe) war ein deutscher Mathematiker und Hochschullehrer.

## Leben
Ladomus war Sohn des Kaufmanns Wieland Jacob Ladomus. Er studierte an der Universität Heidelberg, darüber hinaus auch in Paris und Leipzig. 1800 kam er zu Johann Gottfried Tulla, bei dem er weitere Studien unternahm, bevor er 1803 das Examen bestand. Anschließend begab er sich in die Schweiz. Dort war er Lehrer an den Anstalten von Philipp Emanuel von Fellenberg und Johann Heinrich Pestalozzi, mit dessen Ideen er sich später noch schriftstellerisch auseinandersetzte. 1805 wirkte er an der Anstalt von Ernst Tillich in Leipzig, anschließend an der von Wilhelm von Türk in Oldenburg.
Ladomus in Stettin eine eigne Privatlehranstalt, der er bis 1807 als Direktor vorstand. Im Juli 1807 folgte er einem Ruf an die neue Ingenieurschule in Karlsruhe. Dort wurde er Professor der Mathematik. 1810 wurde er nach Yverdon-les-Bains gesandt, um die dortige Lehranstalt von Pestalozzi und deren Methoden zu studieren, insbesondere mit Blick auf deren Realisierungsmöglichkeiten in Baden. Zeitweise war er neben seiner Aufgabe als Hochschullehrer auch Sekretär des Staatsrats Ernst Philipp von Sensburg. 1823 erfolgte die Ernennung zum Mitglied der Oberdirektion des Wasser- und Straßenbaus. 1824 entwarf er einen Plan für ein Polytechnikum in Karlsruhe im Auftrag der badischen Generalstudienkommission, das 1825 gegründet wurde. Anstelle des erkrankten Gustav Friedrich Wucherer führte er bis 1827 die Geschäfte des Direktors. Dort erhielt er 1832 die Professur für sphärische Trigonometrie, der analytischen Geometrie in der Höhe und im Raume und der höheren Analysis. 1850 trat er in den Ruhestand.
Ladomus wurde 1821 zum Hofrat ernannt, erhielt 1838 das Ritterkreuz des Ordens vom Zähringer Löwen und wurde schließlich mit dem Titel Geheimer Hofrat geehrt.

## Werke (Auswahl)
- Umfang und Eintheilung der Prospektive, Göbbels und Unser, Königsberg 1804.
- Pestalozzis Anschauungslehre der Zahlenverhältnisse, Mohr und Zimmer, Heidelberg 1807.
- Geometrische Constructionslehre für Lehrer und Lernende, 3 Bände, Freiburg und Karlsruhe 1812–1832.
- Über Pestalozzi’s Grund-Idee der Erziehung und über dessen Methode, Mohr und Zimmer, Heidelberg 1813.
- Ueber technische Lehranstalten, Marx, Karlsruhe 1824.